# Lissonota tenerrima
Lissonota tenerrima là một loài tò vò trong họ Ichneumonidae.